# Nautiluspokal

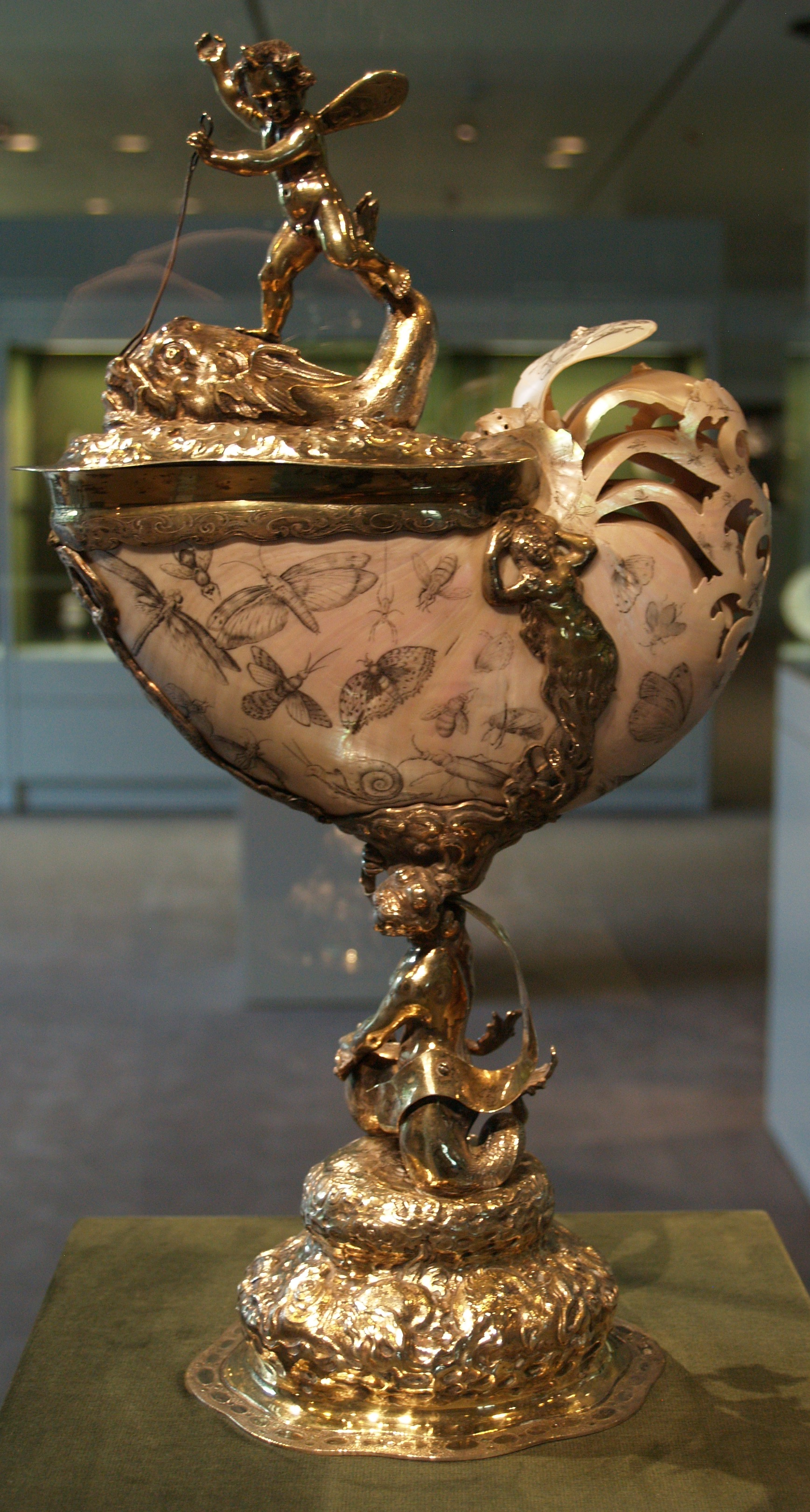
Nautiluspokal mit Wappen von Aleksander Kęsowski, Abt von Oliva, 1643–1667, Kunstgewerbemuseum Berlin

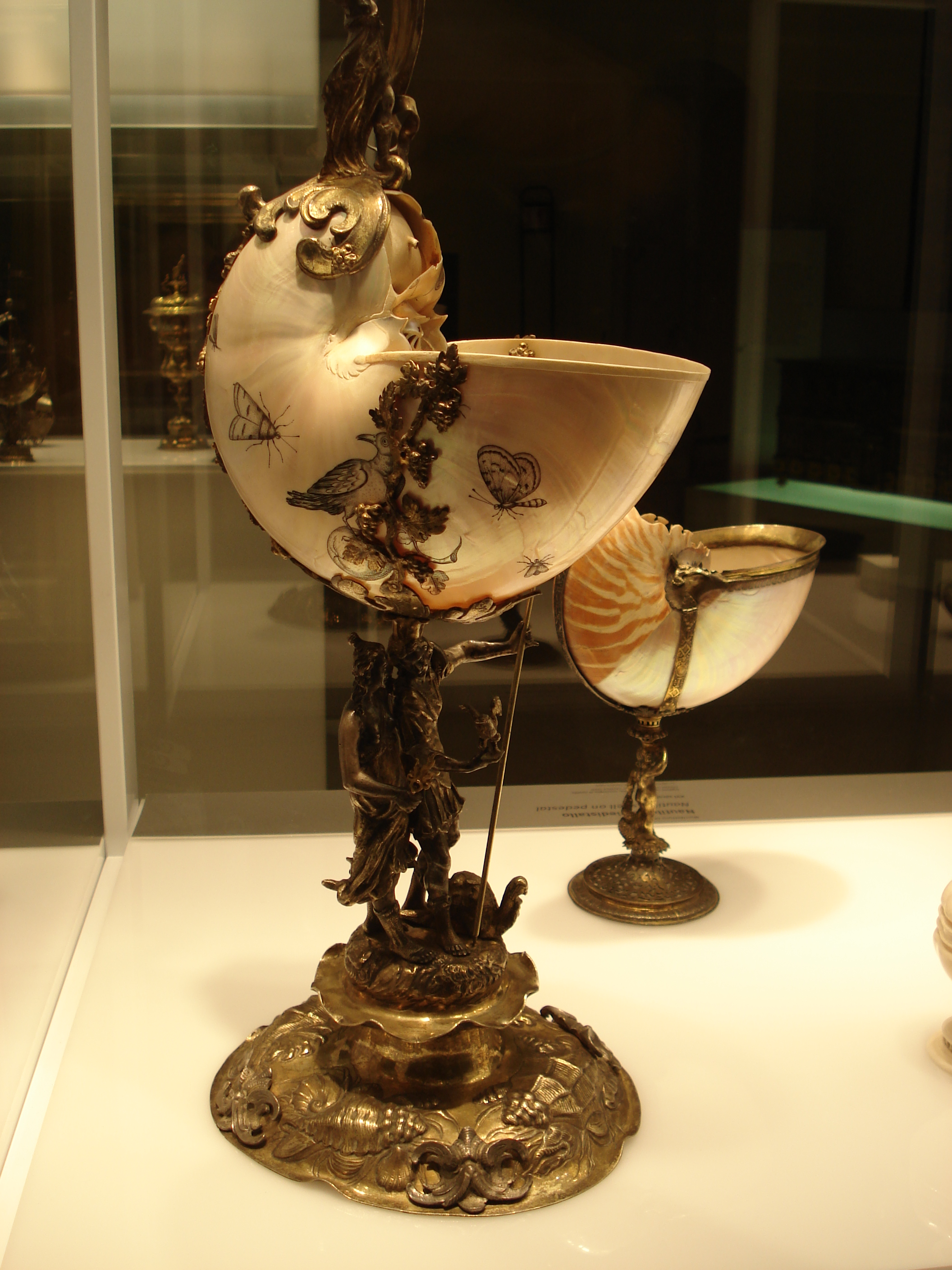
Nautilus-Pokale im Castello Sforzesco in Mailand

Der Nautiluspokal, auch Nautilusgefäß oder Nautilusschale, ist die Bezeichnung für ein Prunkgefäß aus der Zeit der Renaissance und des Barock, gefertigt aus der Schale des Nautilus, die kunstvoll in Edelmetall, meistens vergoldetes Silber oder Gold gefasst ist.

## Geschichte
Die ersten Nautilusschalen, wohl aus der Gegend des Gelben Meeres und der Art Nautilus pompilius angehörend, wurden in spätmittelalterlichen Kuriosenkabinetten gesammelt. Die frühesten montierten Nautilusschalen sind die „nefs“, einfache Behälter in der Gestalt eines Bootes für das Besteck oder die Serviette des Fürsten. Tonangebend wurde dann der Bildhauer und Architekt Cornelis Floris mit einer „Vasenserie“ (1548) in Antwerpen, in denen er Nautilusschalen mit Tier- und Menschenfiguren zu abenteuerlich phantastischen Ornamenten verband. Antwerpen war damals ein Zentrum der Goldschmiedekunst und seine Goldschmiede nahmen die Anregungen dankbar auf. Nach 1600 kamen immer mehr Nautilusschalen in holländischen Kaufmannsschiffen nach Europa. Sie waren teilweise sogar schon von chinesischen Künstlern dekoriert. Die Ausgestaltung der Schalen wurde bald überaus fein. Besondere Verdienste erwarb sich dabei die Familie Bellekin in Amsterdam, zuerst Jerimie B., dann dessen Sohn Jean und zuletzt der Bruder des letzteren Cornelis, der am berühmtesten wurde. Auch in der Stilllebenmalerei dieser Zeit taucht häufig ein Nautiluspokal auf. Die als leblose Schale noch schöne Nautilusschale wurde dabei ein verbreitetes Symbol der Vanitas-Philosophie („Alles ist eitel, alles ist nichtig“).

## Gestalt
Der Fuß der Nautilusschale ist häufig in Form einer Meernixe bzw. Najade auf einem Delphin reitend geformt, manchmal wird die Nautilusschale auch von einem Triton gehalten. Der Rand der Nautilusschale ist in der Regel durch Edelmetall vor dem Absplittern gesichert. Als Bekrönung der Schale besitzen die Nautiluspokale meist eine weitere aufgesetzte mythologische Figur, etwa Gott Neptun. Bei einfachen historischen Gefäße ist die Schale des Nautilus unbearbeitet, meist aber ist die Schale geschliffen, um die unter dem Periostrakum der Schale liegende Prismenschicht und darunter wieder jene des irisierendem Perlmutter freizulegen. Durch geschickte Reliefarbeit konnten die unterschiedlichen Farben der Schichten ausgenutzt werden. Sehr häufig besitzen die Schalen dabei eine feine reliefartige Gestaltung mit Szenen der griechischen oder römischen Mythologie, gelegentlich werden auch Schiffskarten oder andere Darstellungen gezeigt. Der Wirbel des Tiers ließ sich vielfach als Helmvisier gestalten.
Nautiluspokale waren wertvolle Sammlerstücke der Kunst- und Wunderkammern und vereinten in sich die gegensätzlichen Elemente der exotischen Naturgestalt (Naturalia) mit jenen der künstlerischen Gestalt (Artificialia, Artefacta).
Originale historische Nautiluspokale sind in ihrer kunstvollen Gestaltung eine besondere Seltenheit. Nautiluspokale waren primär Schauobjekte, sie konnten aber bei besonderen Anlässen fallweise auch als repräsentative Trinkgefäße verwendet werden.

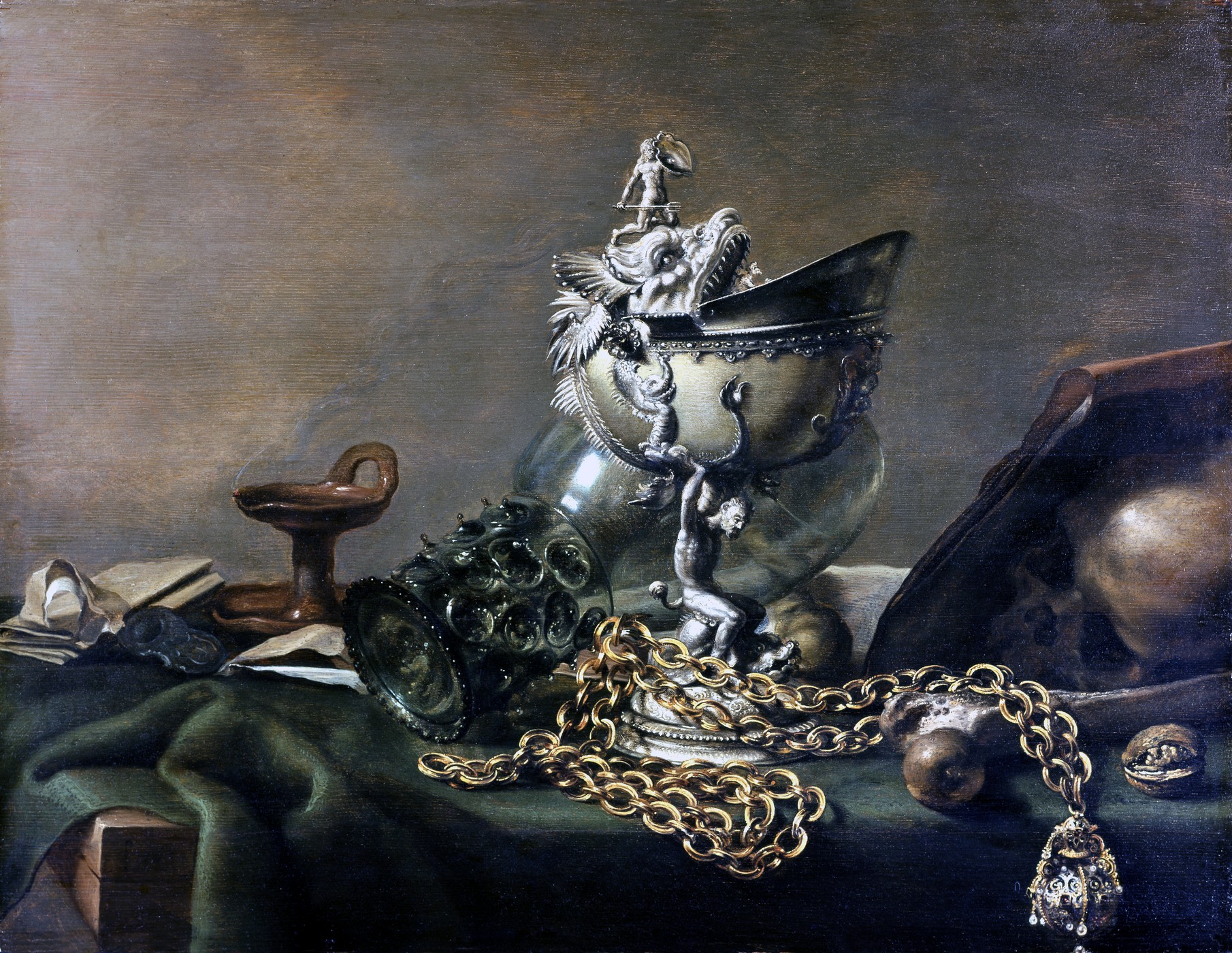
Nautiluspokal auf einem Stillleben von Pieter Claesz
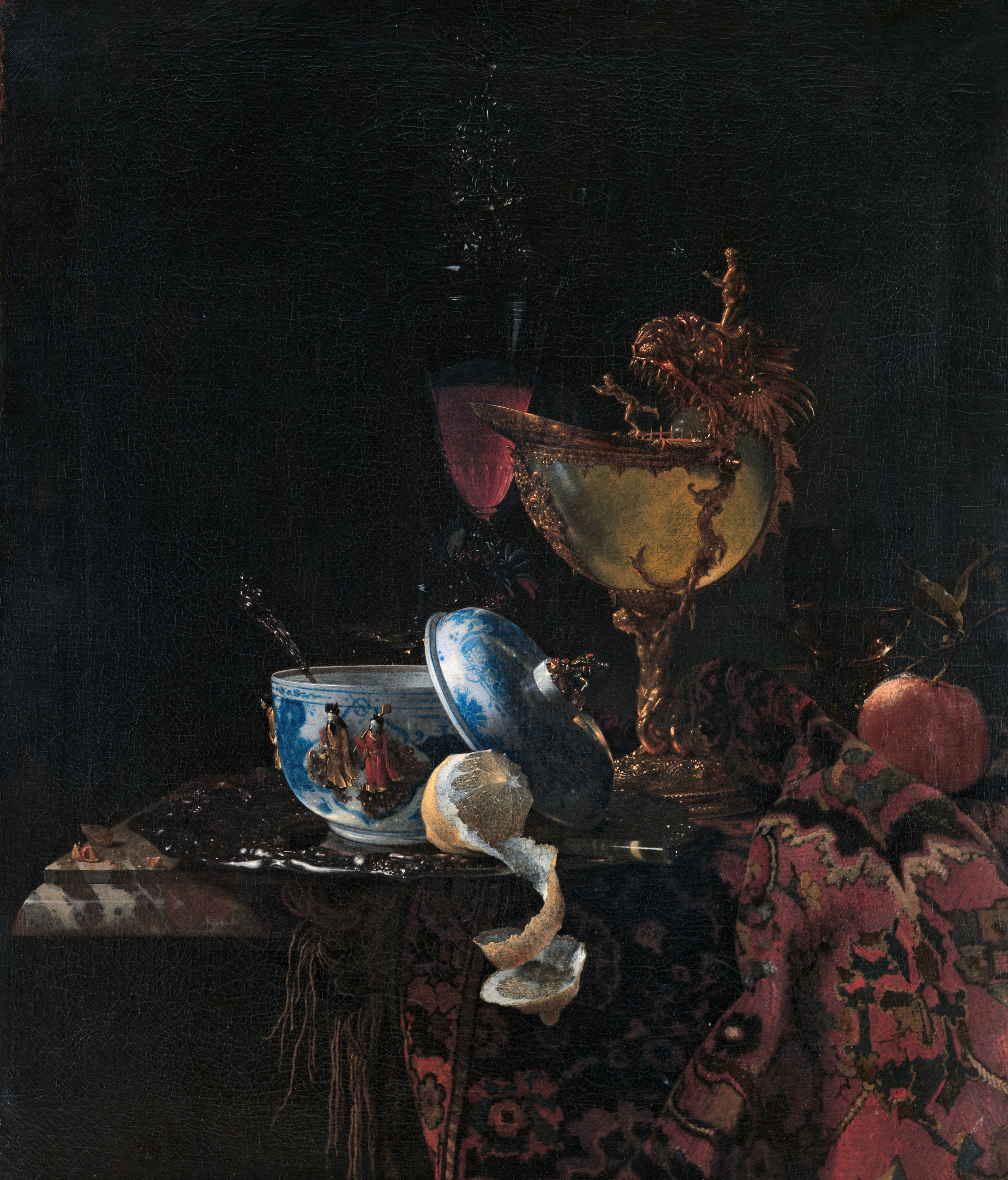
Stillleben von Willem Kalf; Nautiluspokal in Gold gefasst mit mythologischen Figuren
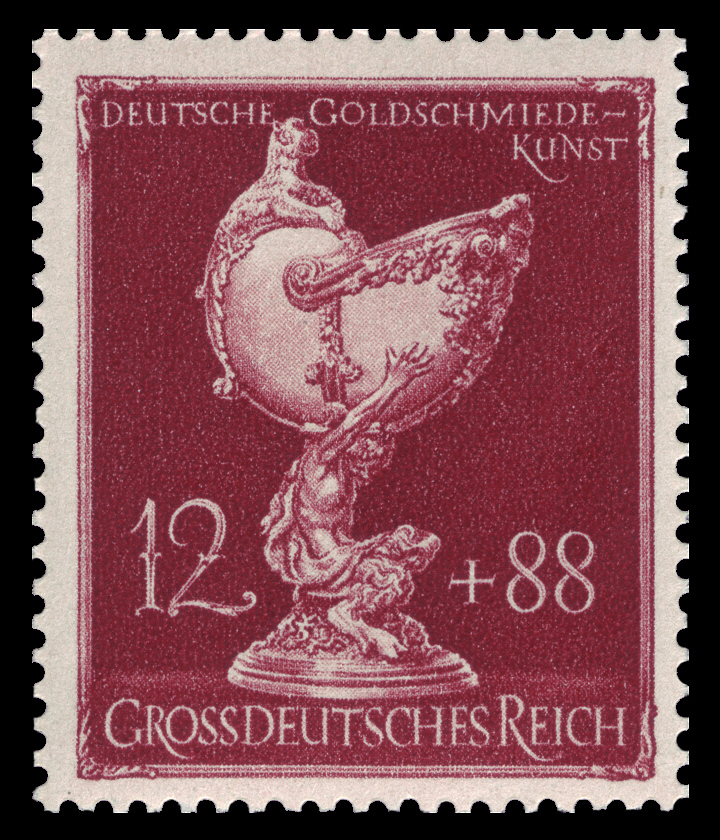
Nautilusbecher auf einer Briefmarke der Reichspost
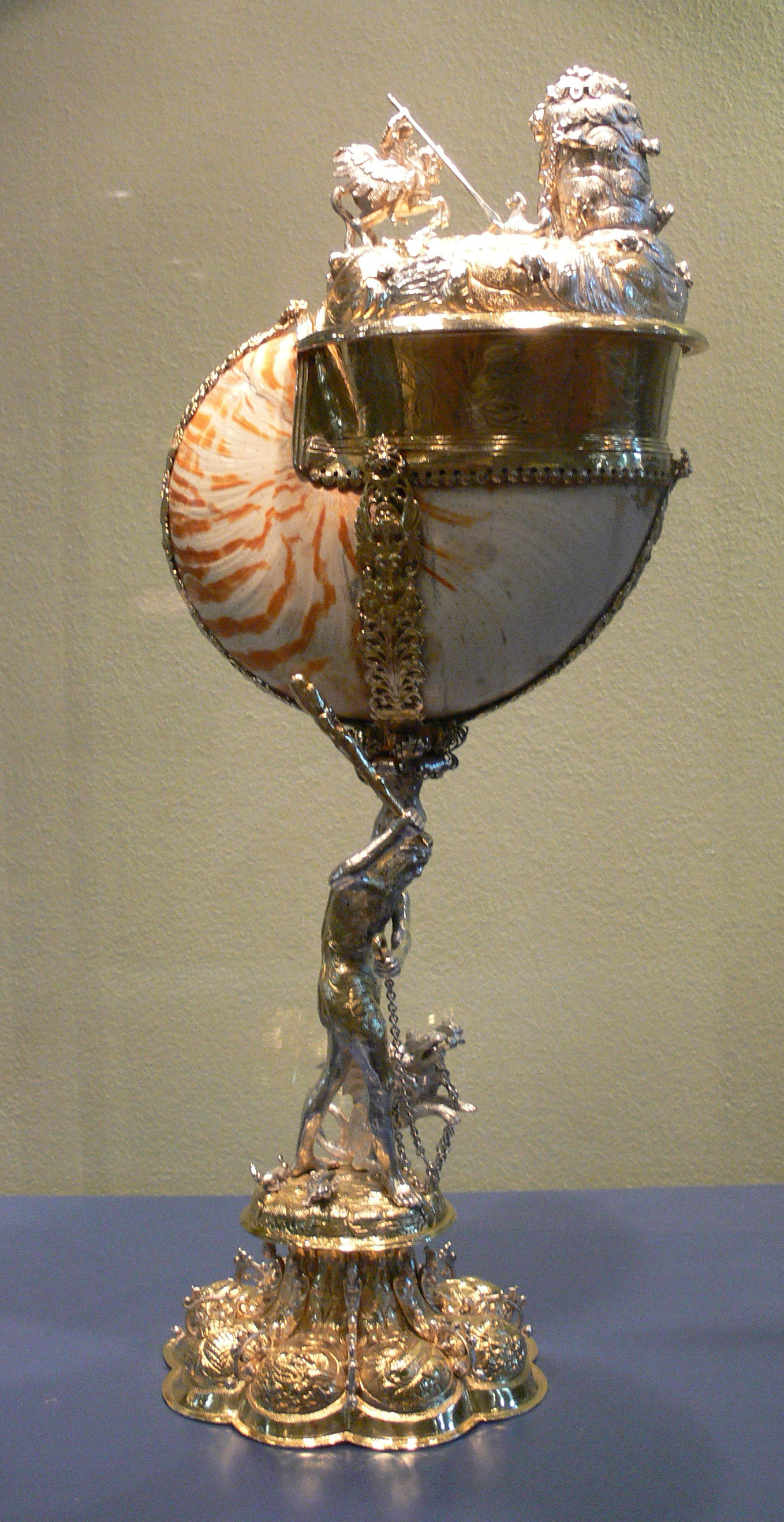
Nautilus-Pokal, Spende von Lorenz Spengler, (Schatzkammer Museum zu Allerheiligen Schaffhausen)